# 林克洋
林 克洋（はやし かつひろ、1965年10月28日 - ）は、日本のゲームミュージックの作曲家。「ファンキーK.H.」などの名でも活動。和歌山県出身。

## 略歴
学生時代にYMOの強い影響を受け、音楽活動を始める。
1984年、セガ・エンタープライゼス（後のセガ）に入社し、作曲家として活動。主にアーケードゲームの音楽を手がけ、同社のゲーム音楽の質の向上に貢献した。1988年に退社し、1ヶ月後ノバに契約社員として勤務する。その後、1989年にフリーとなり、コンシューマーゲームの音楽も手がけるなど、幅広い作曲活動に携わる。2005年10月、パチンコメーカーの高尾に入社。

## 主な作品
- ガールズガーデン
- ハイスクール奇面組(セガmkⅢ版)
- 北斗の拳(セガmkⅢ版)
- 阿修羅(セガmkⅢ版)
- カルテット
- SDI
- ソニックブーム
- ヘビーウェイトチャンプ
- スーパーハングオン（並木晃一と共作）
- ギャラクシーフォース（並木晃一と共作）
- ゲイングランド
- ファイナルラップツイン
- 獣王記（PCエンジン版）
- サンダーブレード（PCエンジン版）
- ロードスピリッツ
- 秘宝伝説 クリスの冒険
- マインスイーパ（PCエンジン版）
- フォゴットンワールド（PCエンジン版）
- テラフォーミング
- ゼロヨンチャンプ2
- 鈴木亜久里のF1スーパードライビング
- 炎の闘球児 ドッジ弾平（スーパーファミコン版）
- ゼロヨンチャンプRR
- ハイパーファイナルマッチテニス
- プリント倶楽部2
- ぬし釣り64
- 悠久幻想曲シリーズ
- デバイスレイン
- 想い出にかわる君 〜Memories Off〜（阿保剛と分担で制作）
- ザ・メイズ・オブ・キングス
- Missing Blue
- D→A:BLACK
- D→A:WHITE

## 関連記事
- ゲーム音楽の作曲家一覧